# Kolvesjö
Kolvesjö är en sjö i Uppvidinge kommun i Småland och ingår i Mörrumsåns huvudavrinningsområde. Sjön har en area på 0,297 kvadratkilometer och ligger 232,2 meter över havet. Vid provfiske har abborre och mört fångats i sjön.

## Delavrinningsområde
Kolvesjö ingår i det delavrinningsområde (634194-145809) som SMHI kallar för Mynnar i Änghultasjön. Medelhöjden är 274 meter över havet och ytan är 11,74 kvadratkilometer. Det finns inga avrinningsområden uppströms utan avrinningsområdet är högsta punkten. Vattendraget som avvattnar avrinningsområdet har biflödesordning 2, vilket innebär att vattnet flödar genom totalt 2 vattendrag innan det når havet efter 175 kilometer. Avrinningsområdet består mestadels av skog (85 procent). Avrinningsområdet har 0,3 kvadratkilometer vattenytor vilket ger det en sjöprocent på 2,5 procent.